# Hålpipa

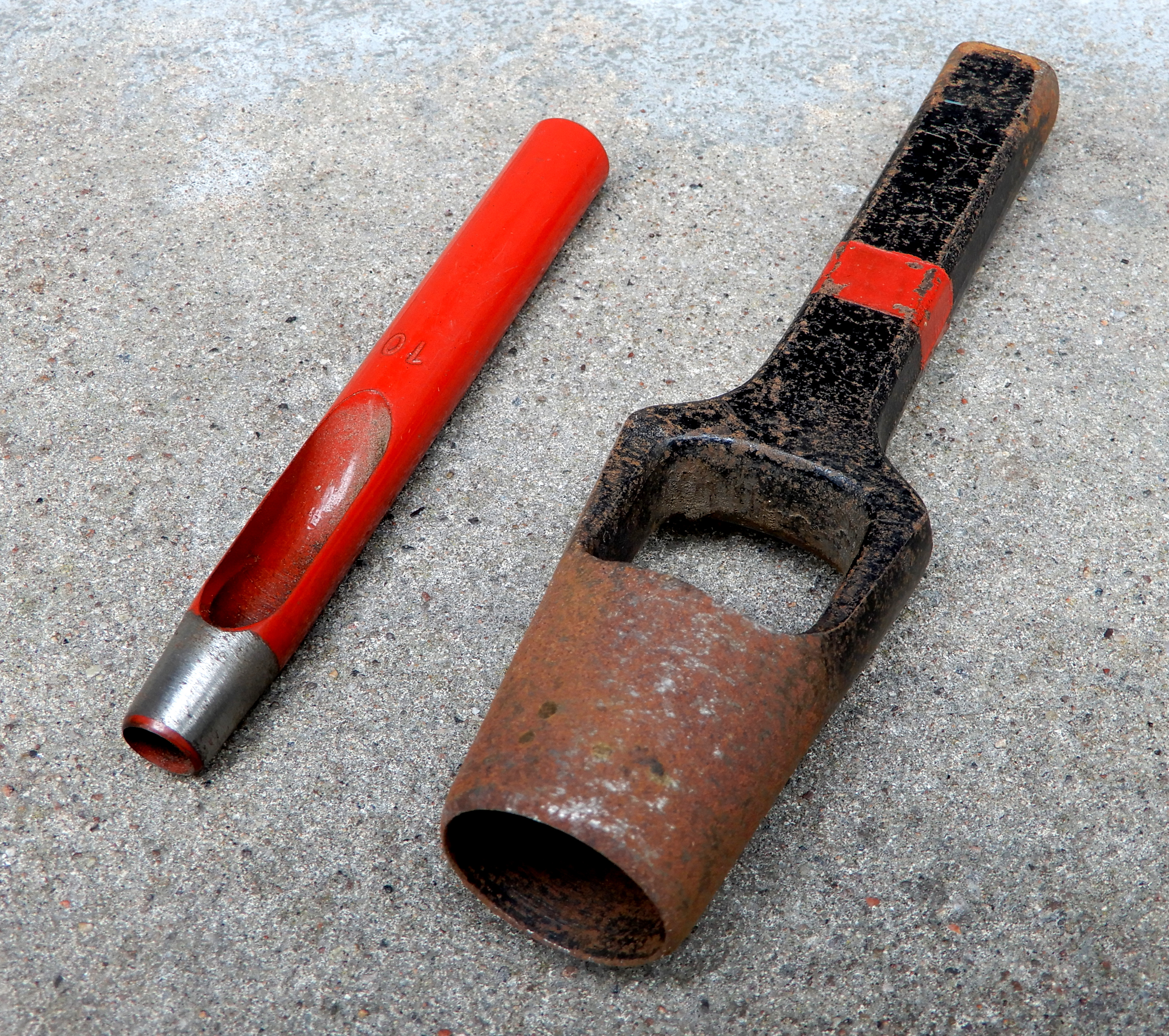
Hålpipor finns i många olika storlekar, från någon millimeter till flera centimeter.

Så används hålpipan.

Hålpipa  eller huggpipa är ett handverktyg för håltagning i mjuka material såsom läder eller tunn plåt. Den finns för både runda och ovala hål. Hålpipan består av ett rör med tunn vass ände som fungerar som skär. Hålpipor kan vara lösa verktyg som antingen vrids för hand eller slås med hammare genom materialet. En eller flera hålpipor kan vara monterade på en håltång och trycks då genom materialet med hjälp av tångens hävstångskraft.
Enskilda hålpipor kan av skomakare användas för att göra snörhål om hålpipa saknas.